# STS-41
是历史上第三十六次航天飞机任务，也是发现号航天飞机的第十一次太空飞行。

## 任务成员
- 理查德·理查兹（Richard N. Richards，曾执行、以及任务），指令长
- 罗伯特·卡巴纳（Robert D. Cabana，曾执行、以及任务），飞行员
- 威廉·谢泼德（William M. Shepherd，曾执行、以及任务），任务专家
- 布鲁斯·梅尔尼克（Bruce E. Melnick，曾执行以及任务），任务专家
- 托马斯·埃克斯（Thomas D. Akers，曾执行、以及任务），任务专家